# 덕계고등학교
덕계고등학교(德溪高等學校)는 대한민국 경기도 양주시 덕계동에 있는 공립 고등학교이다.

## 학교 연혁
- 2004년 1월 5일 : 24학급 설립 인가 (특수 1학급)
- 2004년 3월 1일 : 초대 오순옥 교장 취임
- 2004년 3월 3일 : 제1회 입학식 (8학급, 특수학급 1학급)
- 2009년 10월 27일 : 기숙형 고등학교 지정(교육과학기술부)
- 2012년 4월 20일 : 덕계고등학교 기숙사 [호연재] 개관
- 2018년 3월 1일 : 제5대 유태관 교장 취임
- 2021년 2월 5일 : 제15회 248명 졸업 (누계 4,374명)
- 2021년 3월 2일 : 제18회 신입생 입학(8학급, 특수학급 2학급)

## 참고 자료
- 덕계고등학교 - 한국교육학술정보원 학교알리미